# Lutz Kowalewski
Lutz „Kowa“ Kowalewski (* 6. August 1960; † 8. September 2024) war ein deutscher Blues-Gitarrist der ostdeutschen Bluesszene. Er spielte Akustikgitarre, Dobro, Bassdrum sowie Kazoo. Kowalewski trat mit internationalen Bluesmusikern wie Louisiana Red, Carey Bell, Memo Gonzales und Phillippe Menard auf.

## Musikalische Entwicklung
Kowalewski gründete 1985 gemeinsam mit Harald du Bellier und Ralf Bomberg in Kahla die Feedback Blues Band, die Bluesklassiker in neuen Arrangements und eigene Songs mit deutschen Texten spielt. Nach der Wende veröffentlichte die Band erste CDs und nahm an internationalen Bluesfestivals teil.
Zur Besetzung der Band gehörten Lutz Kowalewski (Gitarre, Gesang), Harald du Bellier (Bassgitarre) und Mark Rose (Schlagzeug).
Kowalewski war darüber hinaus solistisch tätig, trat gemeinsam mit dem Thüringer Boogie-Pianisten Alexander Blume auf, arbeitete mit Bernd Kleinow als Duo Unlimited Blues sowie mit Thomas Stelzers Bloody Rhythm Fingers und ab 2019 mit Andreas Angelow zusammen.

## Diskografie

### Feedback
- 1991: LIVE (CD/LP)
- 1994: Herrenlose Hunde (CD/LP)
- 2004: Man in Love (CD)